# Oluff Frössberg
Oluff Frössberg var en svensk träsnidare verksam under 1600-talets slut.
För Haverö kyrka i Medelpad utförde Frössberg en rund tavla skulpterad med en strålande sol i mitten inom en ram med fruktmotiv samt fem små änglar som monterades på predikstolen.